# FK Dnipro
FK Dnipro (ukrainska: ФК "Днiпро", ryska: ФК "Днепр" - FK Dnepr) är en ukrainsk fotbollsklubb i Dnipro i östra Ukraina. Klubben spelar för närvarande i ukrainska 1:a ligan.

## Matchställ
| 1983 | 1988 | 1991 | 1992 | 1992 | 1993 | 2000 | 2000 | 2011 | 2013 | 2014 |